# Ali Calvin Tolmbaye
Ali Calvin Tolmbaye (1986. május 10. –) közép-afrikai válogatott labdarúgó. Jelenleg a Békéscsaba 1912 Előre SE csapatának tagja.

## Mérkőzései a közép-afrikai válogatottban
| #  | Dátum               | Ellenfél      | Eredmény | Kiírás              | Esemény |
| -- | ------------------- | ------------- | -------- | ------------------- | ------- |
| 1. | 2013. június 15.    | Botswana      | 2 – 3    | Vb-selejtező        | 40′     |
| 2. | 2013. augusztus 14. | Líbia         | 0 – 0    | barátságos mérkőzés |         |
| 3. | 2014. május 18.     | Bissau-Guinea | 0 – 0    | ANK-selejtező       |         |
| 4. | 2014. május 31.     | Bissau-Guinea | 1 – 3    | ANK-selejtező       | 62'     |
| 5. | 2014. október 9.    | Marokkó       | 0 – 4    | barátságos mérkőzés |         |
| 6. | 2015. szeptember 6. | Kongói DK     | 2 – 0    | ANK-selejtező       | 65'     |